# Empresa de Telecomunicaciones de Bogotá
La Empresa de Telecomunicaciones de Bogotá (conocida por su sigla ETB y estilizado como eTb) es la compañía de telecomunicaciones más antigua de Colombia. Fundada el 28 de agosto de 1884, para 2019, la compañía ofrece servicios masivos de hogar con internet, y telefonía (con tecnología de cobre, fibra óptica FTTH y FTTC); así como servicios móviles con cobertura nacional desde 2014 y soluciones tecnológicas para negocios, empresas y sector gobierno. ETB cuenta con la mayor cobertura de fibra óptica de Bogotá al tener pasados con esta tecnología 1.300.000 hogares en Bogotá y 1.100.000 hogares conectables (home passed) para el cierre de 2019. Esto la convierte en una de las mayores redes de fibra óptica en Latinoamérica. 
Desde 2025, su presidente será Diego Molano Vega.

## Historia

### Fundación
La compañía fue creada en 1884 por iniciativa del cubano José Raimundo Martínez como la Compañía Colombiana de Teléfonos, con sede en la calle 10° con carrera 8° en Bogotá; 14 años después, un incendio destruyó el sector de Galerías Arrubla llevándose la central de la compañía y la prestación del servicio de alrededor de 100 teléfonos. Fue hasta 1906 que se reanudó el servicio bajo el nombre de "The Bogotá Telephone Company" con  sede en la carrera 8.ª con calle 20, también en Bogotá, donde actualmente se encuentran las oficinas principales de la Compañía cerca de la Plazoleta de Las Nieves en el centro de la ciudad.
Y aunque la concesión otorgada para la explotación del servicio a The Bogotá Telephone Company era por 50 años, las continuas protestas por las alzas en las tarifas hicieron que el Concejo de la ciudad decidiera que Bogotá adquiriera la Compañía. Así, desde 1932 la empresa empezó a ser administrada por Bogotá, asumiendo el control en 1940, mediante el acuerdo 79, en el que se constituyó como la Empresa de Teléfonos de Bogotá, una entidad descentralizada y de propiedad ciento por ciento de la ciudad.
La modernización del servicio empezó a gestarse en 1938 y se consolidó una década después cuando desaparecieron las operadoras y se abrió camino a la automatización total y que permitió la expansión del servicio.

## Gobierno
La compañía es gobernada a través de la junta directiva que la componen: siete personas, de las cuales cuatro son representantes del distrito y tres son representantes de los privados.
# Ana María Cadena Ruiz (secretaría de Hacienda).
# Fernando Quintero Arturo.
# Felipe Núñez
# Ángel Custodio Cabrera
Los privados
Por los accionistas  
Mónica Cheng Arango (mayoritarios)
Gabriel Martínez Nieto (mayoritarios)
Sylvia Escovar (minoritarios)

## Expansión y competitividad

### Expansión en cobertura
En 1961 entraron en funcionamiento centrales en Usaquén, Bosa, Suba y Antonio Nariño. A finales de 1970 ya contaba con cerca de 400 000 usuarios y hacia 1985 la cifra ascendió a 710 000.

### Cambio de nombre y desmonopolización del servicio telefónico
Durante los años 90 se registraron grandes cambios para la empresa de la mano de las transformaciones de las telecomunicaciones en el mundo.  El nombre que utilizó durante 52 años se modificó y en 1992 pasó a ser la Empresa de Telecomunicaciones de Bogotá, con el fin de adecuar su objeto social para la diversificación de sus actividades.
La entrada en vigencia de normas como el Decreto Ley 1900 de 1990 y la Ley de Servicios Públicos de 1994 abrieron las puertas a la competencia que se consolidó en 1996 cuando aparecieron otras empresas de telecomunicaciones que permitieron la competencia en el sector de Telecomunicaciones.
En 1997 el Concejo autorizó la conversión de ETB en una sociedad por acciones mixta, que conservó mayoritariamente las acciones de la administración distrital. A mediados de 1998, el Concejo aprobó la venta de acciones de ETB a un socio estratégico internacional, pero dicha venta no se llevó a cabo, sin embargo el proceso le dejó a la Empresa cerca de 1000 accionistas entre empleados, exempleados y pensionados.

### Servicio nacional y la llegada de Internet
El 20 de enero de 1998, ETB se convirtió en una empresa nacional, pues el Ministerio de las TIC le extendió una licencia para operar el servicio de larga distancia nacional e internacional que empezó a prestarse el 16 de diciembre de ese año.
Con la aparición de Internet la compañía inició la operación de la red de datos a través de su marca Data Mundo, lo mismo que de su nodo de internet.

## Proceso de transformación
En 2001 ETB creó la Oficina de Defensoría del Cliente y puso en marcha un Plan de Transformación para enfocar la Empresa hacia los clientes. En 2002 comenzó un plan de modernización de los teléfonos públicos de Bogotá. La meta fue cambiar los 11 000 teléfonos públicos que funcionaban con moneda por 31 000 aparatos que operan con tarjeta prepago.

### Televisión Digital ETB
A principios del 2013, el Gobierno nacional autorizó a ETB por medio de una licencia para ofrecer el servicio de televisión por suscripción a través del IPTV (Televisión por Internet) a nivel nacional.
El 7 de abril de 2014 la empresa presenta en el mercado el servicio de televisión, con una oferta que consta de 130 canales en total, cuenta con la posibilidad de grabar cinco programas a la vez y retroceder hasta dos horas cualquier canal, además de pausar la programación en vivo.
En 2023 el servicio de televisión normal en la ETB dejó de estar disponible por DIRECTV GO

### Fibra óptica
El 15 de mayo de 2013 se da inicio oficial al plan piloto de Fibra Óptica o FTTH en las centrales de Chicó y Santa Bárbara. Este proyecto pretendía innovar tecnológicamente al extender a lo largo de la ciudad la fibra óptica, una de las mejores tecnologías de telecomunicaciones para el momento que permite ofrecer velocidades para navegación de internet muy superiores a las ofrecidas tradicionalmente con servicios de cobre. 
Para el 2019, ETB tiene pasados más de 1.300.000 hogares con fibra óptica en toda Bogotá, algunas zonas aledañas como Chía. En el primer semestre del año, la compañía anunció el aumento de velocidad de todos sus clientes de esta tecnología entre mínimo 50MB y máximo 300MB, lo que significa las mayores velocidades del mercado que difícilmente pueden igualar sus competidores. Esta decisión tiene como objetivo impulsar el aumento en velocidades del país y poner a Colombia en el mapa de velocidad del continente.

### Telefonía Móvil

#### Historia de la ETB en Comcel (Claro)
La incursión de la ETB en los celulares empieza en 1992 con Comcel S.A, como una empresa mixta con capital inicial de 100 millones de pesos en la que ETB participó con el 57,85%. Pero luego de la venta de acciones a la Canadiense BCE Telecom International INC del Canadá, la empresa Bogotana quedó con un 31.61% de Comcel, y para enero de 2002, la ETB vende toda su participación restante a la empresa mexicana América Móvil porque para Paulo Orozco, Presidente de ETB por ese entonces, ese tipo de inversiones no estaban dejando un valor estratégico a la empresa distrital y los recursos provenientes por la operación se destinarían a fortalecer negocios como los de banda ancha y telefonía pública.

#### Historia de ETB en Ola (TIGO)
Colombia Móvil inició operaciones a finales de 2003, luego de que sus accionistas ganaran la licencia para operar tras una subasta pública y el pago de U$56 millones de dólares americanos para ser el primer operador de Servicios de Comunicación Personal en Colombia (PCS por sus siglas en inglés), siendo EPM de Medellín y ETB dueñas de OLA (en ese entonces) en 50% de sus acciones cada uno.
Pero fue hasta el 2006, cuando entra un nuevo jugador a la empresa, disminuyendo la participación accionaria de la ETB a un 25% menos media acción, junto con Une - EPM para darle paso a la Empresa Luxemburguesa Millicom con 50% + 1 acción dándole el control operativo oficialmente el 1 de diciembre de 2006, y junto con esta operación, el cambio de Ola con su lema "Y comunícate Feliz" por Tigo y su nuevo lema "Sonríe, Tienes Tigo".
El 11 de noviembre de 2013, ETB decide venderle su participación en TIGO a UNE, filial de EPM, ante una posible fusión de UNE y TIGO, quedando nuevamente la Empresa Bogotana sin participación en el negocio móvil ya que según el presidente de la época de la ETB, Saúl Kattan Cohen, la movida le representa a la empresa salir de una inversión pasiva, "donde no se generaban dividendos, no se generaba control o manejo de la compañía (Colombia Móvil-Tigo), ni había sinergias con nuestros productos".

#### Telefonía ETB como OMV
En noviembre de 2011, ETB entra como un OMV bajo la red de Tigo, usando toda su infraestructura, espectro y antenas. A diferencia de las anteriores ocasiones, esta vez la Empresa de Telecomunicaciones, crea una compañía celular con su mismo nombre y no con un tercer nombre, lo cual dificulta una venta accionaria de la nueva compañía.
Pero este producto la ETB no duro mucho en comparación a las otras compañías, ya que según un comunicado oficial de la ETB, por motivos técnicos, cancelan la prestación de todas las líneas de ETB Móvil como OMV a partir del 5 de mayo de 2014, obligando a los usuarios a portarse a otro operador por medio de la Portabilidad numérica permitida en Colombia, o si el cliente no realiza este cambio, el 4 de mayo quedara totalmente inhabilitada su línea celular.

#### Telefonía ETB con red 4G
El 26 de junio de 2013, el Gobierno nacional, junto con el Ministerio de las TIC, realizó una subasta por más de 225 MHz en las bandas AWS o banda 4, y en la banda de 2500 MHz o banda 7. En esta subasta, un adjudicado fue el consorcio Colombia - Móvil / ETB, siéndoles adjudicados una banda AWS por valor de $195.749.940.000 pesos. Por su parte, Tigo realizó sus instalaciones a lo largo del segundo semestre del 2013, para finalmente ser lanzado su servicio comercialmente el 1 de diciembre del mismo año con una gran variedad de planes. Mientras tanto, la Empresa de Telecomunicaciones de Bogotá, decidió empezar a montar la infraestructura correspondiente para inaugurar su telefonía móvil 4G para el mes de septiembre, ETB usa la red de Tigo para brindar los servicios de voz y 2G/3G debido a que no cuenta con infraestructura de este tipo.

### Transformación Digital
ETB logró un proceso de transformación digital, el cual se sucedió en diferentes etapas.
1. En primer lugar fue necesario tener todos los sitios funcionando. Algo que parece sencillo pero dado el volumen de sitios que maneja ETB requirió un gran esfuerzo.
2. Se hizo un replanteamiento y rediseño de la experiencia del usuario, desde la presencia en web. Por ejemplo se replanteó el sitio web corporativo de forma que fuera más amigable para el usuario y, a la vez, contribuyera a generar mayor tráfico.
3. Se hizo una renovación a nivel tecnológico y gráfico.
4. En 2013, se desarrolló una plataforma de autogestión llamada “Zona de servicio al cliente”, con la tecnología que existía en el momento, no obstante recientemente se hizo una segunda versión de esta llamada Mi ETB. La página obtuvo un rediseño en el primer semestre de 2021.[7]
5. Uno de los logros más significativos ha sido en redes sociales. El año pasado ETB logró estar dentro de las 5 empresas más influyentes en redes sociales, de acuerdo a un ranking de la revista Dinero. Cabe señalar que este fue un logro para ambas partes, ya que se tuvo que trabajar articuladamente con ETB y con las demás agencias que ellos manejan.
6. La transformación digital exigió un cambio de “cara”, ya que el proceso coincidió con una transformación de marca por parte de ETB (colores corporativos y manejo gráfico). Este ajuste implicó hacer una renovación de todas las herramientas que ya se tenían y adaptarse, de tal forma, que ETB hablará el mismo lenguaje en todas las plataformas digitales que Imaginamos maneja (el área de móviles no es manejada por Imaginamos).
7. Uno de los mayores retos fue la adaptación del equipo a la inversión que ETB realizó en fibra óptica, dicha inversión generó que ETB ofreciera un mejor servicio de Internet a la vez que permitió ofrecer televisión de paga propia de ETB.[8]

### Cancelación de los servicios con RDSI
El 12 de mayo de 2014, la empresa capitalina comunica a sus clientes de línea RDSI ETB, que por motivos de obsolescencia tecnológica, se dejaría de prestar el servicio totalmente a partir del 30 de junio del mismo año, informándoles que un asesor de la compañía se comunicaría para ofrecerles nuevas alternativas de planes, probablemente por medio de ADSL.

### Situación Actual
{desactualizado}
Con la llegada del alcalde mayor Enrique Peñalosa la ETB se enfrentó a un proceso de privatización, el Concejo de Bogotá aprobó la venta de la empresa el 31 de mayo de 2016 pero esta no fue del agrado de diferentes sectores políticos, sindicales y de la misma ciudadanía de Bogotá, ya que se estaría vendiendo uno de los activos patrimoniales más importantes de la ciudad y del país. En primera instancia, el 11 de julio de 2017, el Juzgado 4 administrativo de Bogotá falló a favor de la acción de nulidad del artículo 140 del acuerdo 645 del 2016 (del Concejo Distrital), que autorizaba la venta de las acciones de la Empresa de Telecomunicaciones de Bogotá (ETB).
El 6 de diciemnbre de 2018, el Tribunal Superior de Cundinamarca ratificó en segunda instancia la decisión de anular el artículo del Plan de Desarrollo por considerar que, según la normativa, debió presentarse a través de un proyecto independiente por medio del Consejo Territorial de Planeación.
En septiembre de 2018, la Superintendencia de Industria y Comercio (SIC) interpuso una multa a varias empresas de telecomunicaciones en Colombia. Entre estas ETB y sus principales competidores como Tigo-UNE, Movistar y Claro. La multa se dio después de demostrar que el servicio de internet de banda ancha para los hogares presentaba deficiencias en su normal funcionamiento. La multa suma más de $6.600 millones de pesos entre las empresas anteriormente nombradas, pero particularmente la ETB cumplió con $914.053.140 correspondientes a la multa anteriormente mencionada.

## Sanción por engañar a clientes
Las empresas Claro, Movistar, Etb y Tigo-Une fueron sancionadas por la Superintendencia de Industria y Comercio, por mentir a los usuarios y engañarlos, al brindarles una velocidad de conexión de internet muy inferior a la que supuestamente deben prestar como "banda ancha".

## Sanción por violación a los derechos de los clientes
ETB fue sancionada por la Superintendencia de Industria y Comercio con una multa de 124 millones de pesos colombianos, por la no prestación arbitraria de servicios contratados. La sanción también se impuso por desconocer las órdenes impuestas por esa autoridad de protección al consumidor.

## Composición accionaria
Según el reporte del gobierno corporativo de 2023 la participación se divide de la siguiente manera: